# HaKaTa百貨店
『HaKaTa百貨店』（はかたひゃっかてん）は、日本テレビで放送されていた深夜バラエティ番組。
2012年10月8日から2013年1月14日まで、月曜日1:30 - 2:00（日曜日深夜）に、第1シリーズ『HaKaTa百貨店』が放送された。全12回。
2013年1月27日から2013年3月31日までは続編となる『HaKaTa百貨店 2号館』（はかたひゃっかてん にごうかん）が日曜日1:20 - 1:50（土曜日深夜）に放送された。全8回。初回と最終回は1時間スペシャル。
2015年1月13日から2015年3月31日までは『HaKaTa百貨店 3号館』（はかたひゃっかてん さんごうかん）が火曜日1:29 - 1:59（月曜日深夜）に放送された。全12回。

## 概要
HKT48にとって初の在京キー局でのレギュラー冠番組。指原莉乃が初めて単独でMCを務める。
毎回AKB48を中心とした48グループのメンバー1人をゲストに招き、HaKaTa百貨店のバイヤーとしてMCを務める指原が「オススメ商品」として売り込んだHKT48メンバーの中から「推しメン」を選んでもらう。「推しメン」に選ばれたHKT48メンバーには、選んだAKB48メンバーの『推しメンバッジ』を進呈され、百貨店の"閉店"後に指原同伴のもとでゲストと「博多グルメデート」のロケに参加することができる。
指原は番組専用の衣装で出演。指原以外のHKT48メンバーは舞台衣装を着用し、過去に受け取った『推しメンバッジ』を付けての出演となる。ゲストの48グループメンバーは舞台衣装ではなく私服風の衣装で登場する。
「博多グルメデート」以外の企画は原則としてHKT48劇場の舞台上で行われており、放送内容は全て福岡市内で収録されたものとなっている。
『HaKaTa百貨店 3号館』からは東京都内での収録となる。『2号館』までのような48グループのメンバーではなく、HKT48に興味がない「アンチHKT48」の一流芸能人をゲストに迎え、グループの魅力を売り込み、更なる人気拡大を目指す。また、テレビ未放送分を含めた完全版『HaKaTa百貨店 ANNEX』がHuluで配信される。
なお、同番組終了から3年3か月後の2018年7月17日（16日深夜）より、本番組と同様日本テレビにおけるHKTのレギュラー冠番組として『HKTBINGO!』が放送開始された。

## 出演者

### レギュラー
バイヤー（MC）
- 指原莉乃（HKT48チームH）

オススメ商品
- HKT48（HaKaTa百貨店3号館放送日時点での所属）
  - チームH：秋吉優花、穴井千尋、梅本泉、岡本尚子、神志那結衣、兒玉遥、駒田京伽、坂口理子、田島芽瑠、田中菜津美、田中美久、松岡菜摘、矢吹奈子、山田麻莉奈、山本茉央、若田部遥
  - チームKIV：今田美奈、岩花詩乃、植木南央、多田愛佳、岡田栞奈、熊沢世莉奈、後藤泉、下野由貴、田中優香、冨吉明日香、朝長美桜、深川舞子、渕上舞、宮脇咲良、村重杏奈、本村碧唯、森保まどか
  - 研究生：荒巻美咲、栗原紗英、坂本愛玲菜、山下エミリー

### 過去の出演者
- HKT48元メンバー（所属は番組出演時点）[注 4]
  - チームH：中西智代梨（AKB48へ移籍）
  - 研究生：安陪恭加（卒業）、谷真理佳（SKE48へ移籍）

### ゲスト
AKB48や姉妹グループのメンバーが「お客様」として出演。『HaKaTa百貨店 3号館』からはAKB48グループ以外の芸能人をゲストに迎える。（#放送日・企画・ゲスト欄参照）

## 放送日程

### HaKaTa百貨店
| 回 | 放送日         | ゲスト                   | 企画                                                        | 指原思いつき企画                                | 楽曲                         | ゲストの 推しメン |
| -- | -------------- | ------------------------ | ----------------------------------------------------------- | ----------------------------------------------- | ---------------------------- | ----------------- |
| 1  | 2012年 10月8日 | 柏木由紀                 | ホンモノは誰だ?!                                            | 鹿児島弁で話をしよう!                           | 手をつなぎながら             | 宮脇咲良 (1)      |
| 2  | 10月15日       | 峯岸みなみ               | 箱の中身はなんじゃろな?                                     | 松岡になくて峯岸様にあるものを5個 答えよう!     | 意気地なしマスカレード       | 本村碧唯 (1)      |
| 3  | 10月22日       | 渡辺麻友                 | HaKaTaジェスチャークイズ                                    | マッハイラスト対決!                             | ウィンブルドンへ連れて行って | 下野由貴 (1)      |
| 4  | 10月29日       | 大家志津香               | 割っちゃバカチン! チーム対抗 超常識クイズ!                  | 本村の嗅覚を確かめよう!                         | 雨のピアニスト               | 穴井千尋 (1)      |
| 5  | 11月5日        | 大島優子                 | 腹わっていきまっしょい!HKT48 口喧嘩バトル                   | HaKaTa百貨店限定! AKB48センター大島様のモノマネ | Glory days                   | 中西智代梨 (1)    |
| 6  | 11月12日       | 宮澤佐江 （SNH48）       | みんなを笑顔に変えろ!モノボケバトル!                        | 宮澤様に甘〜い言葉をささやいてもらおう!         | チャイムはLOVE SONG          | 村重杏奈 (1)      |
| 7  | 11月19日       | 倉持明日香               | 絶対に怒っちゃや〜よ!HKT48本音ドッキリ!!                    | 倉持様に耳を触ってもらいながら自己アピールを!   | 初恋バタフライ               | 若田部遥 (1)      |
| 8  | 12月10日       | 高城亜樹 （JKT48）       | 運なしバトルロワイアル!                                     | -                                               | 初恋バタフライ               | 松岡菜摘 (1)      |
| 9  | 12月24日       | 渡辺美優紀 （NMB48兼任） | みるきーに近付け!追いつけ! みるきーの答えを当ててみるきー!! | みるきーを特技で笑顔にしよう!                   | 初恋バタフライ               | 本村碧唯 (2)      |
| 10 | 12月31日       | 秋元才加                 | 体力テストをやりながらアピール!                             | 秋元さまに反復横跳びをやりながら自己アピールを! | 恋の傾向と対策               | 朝長美桜 (1)      |
| 11 | 2013年 1月7日  | 北原里英 （SKE48兼任）   | HaKaTa百貨店大バーゲンセール!                               | -                                               | 僕らの風                     | 田中菜津美 (1)    |
| 12 | 1月13日        | 高橋みなみ               | 根性を見せろ!腹筋サバイバー!                                | -                                               | 大好き                       | 多田愛佳 (1)      |

### HaKaTa百貨店 2号館
| 回 | 放送日                 | ゲスト                   | 企画 | 楽曲                 | ゲストの 推しメン         |
| -- | ---------------------- | ------------------------ | --- | -------------------- | ------------------------- |
| 1  | 2013年 1月27日 1時間SP | 松井玲奈 （SKE48）       | HaKaTa百貨店新イベントを考えよう!その場で演じろ!アドリブシアター! HaKaTa百貨店ヒット商品番付（かわいい人ランキング、ブサかわいい人ランキング） 中西ガールズコレクション | 初恋バタフライ       | 谷真理佳 (1)              |
| 2  | 2月10日                | 市川美織                 | HKT48抜き打ち私服ファッションショー HaKaTa百貨店ヒット商品番付（歌が上手い人ランキング）                                                                                | HKT48                | 村重杏奈 (2)              |
| 3  | 2月24日                | 松井珠理奈 （SKE48兼任） | かわいすぎる一言コンテスト 松岡司会の新コーナー 本日の売れ残りセール!（下野のメンバーモノマネ）                                                                         | 君のことが好きだから | 森保まどか (1)            |
| 4  | 3月3日                 | 島田晴香                 | 若田部&渕上プレゼンツ もっと福岡を知ってもらいたいっちゃん 田中ガールズコレクション                                                                                     | 会いたかった         | 田中菜津美 (2)            |
| 5  | 3月10日                | 梅田彩佳                 | 秘密の大セール! HKT48ママ川柳! | スキ!スキ!スキップ!  | 兒玉遥 (1)                |
| 6  | 3月17日                | 生駒里奈 （乃木坂46）    | 乃木坂46の生駒さんに聞きたい事を聞いちゃおう!! 箱の中身はなんじゃろなEVOLUTION 松岡司会の尺の調整コーナー                                                               | スキ!スキ!スキップ!  | 本村碧唯 (3)              |
| 7  | 3月24日                | -                        | HKT48デビューシングル「スキ!スキ!スキップ!」リリース記念 根性見せてデビューシングルを宣伝しよう!                                                                        | スキ!スキ!スキップ!  | -                         |
| 8  | 3月31日 1時間SP        | 河西智美 大場美奈        | ゲストに聞きたい事を聞いちゃおう! 尺が欲しけりゃ何かやれ!Hakata百貨店一芸披露売り尽くしセール むちゃぶりファッションショー!! Hakata百貨店大反省会                       | 君のことが好きやけん | 植木南央 (1) 穴井千尋 (2) |

### HaKaTa百貨店 3号館
| 回 | 放送日         | ゲスト                                     | 企画                                                                                          | HaKaTa百貨店 ANNEX                                               | ANNEX MC            | ゲストの 推しメン           |
| -- | -------------- | ------------------------------------------ | --------------------------------------------------------------------------------------------- | ---------------------------------------------------------------- | ------------------- | --------------------------- |
| 1  | 2015年 1月13日 | 塚地武雅 （ドランクドラゴン）              | 塚地さんだけにささやきます!喜び糸電話 塚地さんのもとへ跳んでいけ!馬跳びリレーバトル!!         | HKT48であなたの推しメンは誰ですか?                               | 田中菜津美          | 田島芽瑠 (1)                |
| 2  | 1月20日        | ミッツ・マングローブ                       | 緊急企画!!HKT48家族からのリアル相談 ミッツさんウチの娘をなんとかしてくださーい!               | 最近メンバーにイラっとした瞬間                                   | 朝長美桜            | 荒巻美咲 (1)                |
| 3  | 1月27日        | ジャングルポケット                         | ジャンポケさんみたいに熱いヒトコト言ってみよう! なんでもすぐに褒めるっちゃん!!                | HKT48が選ぶ彼女にしたいランキング                                | 秋吉優花            | 矢吹奈子 (1)                |
| 4  | 2月3日         | 田中卓志 （アンガールズ）                  | おかずと一緒に愛情を詰めろ!お弁当グランプリ!! アンガールズ田中さんと遊ぼう!だるまさんの一日!! | MC荒巻のキャラを考えよう! ボス考案企画 荒巻にコスプレをさせよう! | 荒巻美咲 田中菜津美 | 朝長美桜 (2)                |
| 5  | 2月10日        | シソンヌ                                   | 指原莉乃の取り扱い説明書を作ろう〜!! シソンヌさんと遊ぼう!ものボケバトル〜!!                  | HaKaTa百貨店の裏側 ギャップのあるHKT48メンバーは?                | 兒玉遥              | 坂本愛玲菜 (1)              |
| 6  | 2月17日        | 岡田圭右 （ますだおかだ）                  | HaKaTa百貨店名物企画 HKT48家族川柳!!!                                                         | HKT48メンバー内の最近の楽屋事情                                  | 森保まどか          | 田中美久 (1)                |
| 7  | 2月24日        | 村上健志 （フルーツポンチ）                | こんな告白されたいっちゃん! 憧れの告白シチュエーション発表会                                  | HKT48 遠くから見るだけなら スゴく可愛いメンバーは?               | 矢吹奈子            | 松岡菜摘 (2)                |
| 8  | 3月3日         | -                                          | HKT48スポーツ女王選手権!!                                                                     | 私の理想的な人生プラン                                           | 田中美久            | 矢吹奈子 (2)                |
| 9  | 3月10日        | ウーマンラッシュアワー                     | HKT48裏の顔を暴くったい! 禁断の女子会ウォッチング!                                            | 最近変わったと思うメンバー                                       | 宮脇咲良            | 田中菜津美 (3)              |
| 10 | 3月17日        | 有野晋哉 （よゐこ）                        | 有野さんにハマれ!HKT48女子力検定                                                              | アンケートは宝の山だ!大放出市!! いないメンバーの話をしよう!      | 村重杏奈            | 矢吹奈子 (3)                |
| 11 | 3月24日        | 千鳥                                       | HKT48のコトをもっと知ってもらおう! YES or NO実態調査!!                                        | HKT48家族川柳                                                    | 冨吉明日香          | 村重杏奈 (3)                |
| 12 | 3月31日        | 岩尾望 （フットボールアワー） 小林よしのり | いろんな出し物で楽しんでもらおう! HKT48学芸会                                                 | HaKaTa百貨店3号館を振り返ろう! 3号館未公開シーン                 | 松岡菜摘            | 田中菜津美 (4) 荒巻美咲 (2) |

## ネット局
HaKaTa百貨店
| 放送対象地域 | 放送局            | 系列                           | 放送日時                          | 放送期間                       | 遅れ       |
| ------------ | ----------------- | ------------------------------ | --------------------------------- | ------------------------------ | ---------- |
| 関東広域圏   | 日本テレビ（NTV） | 日本テレビ系列                 | 月曜日 1:30 - 2:00 （日曜日深夜） | 2012年10月8日 - 2013年1月14日  | 制作局     |
| 大分県       | テレビ大分（TOS） | 日本テレビ系列／フジテレビ系列 | 土曜日 1:58 - 2:28 （金曜日深夜） | 2012年10月13日 - 2013年1月19日 | 遅れネット |
| 福岡県       | 福岡放送（FBS）   | 日本テレビ系列                 | 火曜日 1:59 - 2:29 （月曜日深夜） | 2012年10月16日 - 2013年1月29日 | 遅れネット |

HaKaTa百貨店 2号館
| 放送対象地域 | 放送局            | 系列                           | 放送日時                          | 放送期間                | 遅れ       |
| ------------ | ----------------- | ------------------------------ | --------------------------------- | ----------------------- | ---------- |
| 関東広域圏   | 日本テレビ（NTV） | 日本テレビ系列                 | 日曜日 1:20 - 1:50 （土曜日深夜） | 2013年1月27日 - 3月31日 | 制作局     |
| 大分県       | テレビ大分（TOS） | 日本テレビ系列／フジテレビ系列 | 土曜日 1:58 - 2:28 （金曜日深夜） | 2013年2月2日 - 4月6日   | 遅れネット |
| 福岡県       | 福岡放送（FBS）   | 日本テレビ系列                 | 日曜日 1:46 - 2:16 （土曜日深夜） | 2013年2月17日 - 4月7日  | 遅れネット |

HaKaTa百貨店 3号館
| 放送対象地域 | 放送局            | 系列                           | 放送日時                          | 放送期間                | 遅れ       |
| ------------ | ----------------- | ------------------------------ | --------------------------------- | ----------------------- | ---------- |
| 関東広域圏   | 日本テレビ（NTV） | 日本テレビ系列                 | 火曜日 1:29 - 1:59 （月曜日深夜） | 2015年1月13日 - 3月31日 | 制作局     |
| 大分県       | テレビ大分（TOS） | 日本テレビ系列／フジテレビ系列 | 火曜日 2:34 - 3:04 （月曜日深夜） | 2015年1月20日 - 4月7日  | 遅れネット |

## スタッフ
（3）=3号館から加入
- 企画プロデュース：秋元康
- ナレーター：満仲由紀子（青二プロダクション）
- 構成：三田卓人、谷口マサヒト（3）、永井ふわふわ（3）、石田ケント（3）
- TM：木村博靖（3）
- SW：望月達史（3）
- カメラ：大庭茂嗣（3）
- MIX：宮内貞（3）
- VE：斉藤孝行（3）
- LD：木村弥史（3）
- 美術プロデューサー：大川明子、栗原和也（共に3）
- デザイン：波多野真理（3）
- 大道具：高塚敏史（3）
- 小道具：伊沢英樹（3）
- 電飾：松本健（3）
- 衣装：栗田佐智子（3）
- 編集：松崎猛（オムニバス・ジャパン）
- MA：東口智大（3）（オムニバス・ジャパン）
- CG：佐野朋子 アイヴリックスタジオ
- 音効：古野達生 BONZO
- TK：山沢啓子、山際慎子（山際→3）
- 企画協力：窪田康志（AKS）、佐野裕一（田辺音楽出版）
- 製作委員会：篠田大暢、松瀬真一郎、佐野絵梨（全員→3）
- AP：橋本早世（3）
- デスク：富重裕子
- AD：高橋太一、中田幸輝、池田雅美、大川宏侑（全員→3）
- ディレクター：守屋茂員、福井翔一郎、平澤賢宗、石坂啓人（全員→3）
- 演出：新井秀和
- プロデューサー：井原亮子/齋藤匠（acro）、森栄一郎（井原・森→3）
- 演出プロデュース：毛利忍（2号館まではプロデューサー）
- 統括プロデューサー：伊東修[3]（3）
- チーフプロデューサー：安岡喜郎（3）
- 制作協力：acro
- 協力：オンリーワン（3）
- 企画制作：日本テレビ
- 製作著作：Hakata百貨店3号館製作委員会 D.N.ドリームパートナーズ（D.N.→3）、VAP

### 過去のスタッフ
- 構成：桝本壮志
- TM：小椋敏宏
- TD：白木良忠
- カメラ：松井光太郎、木下新治、平田祐二
- 音声：横山敦樹
- LD：田中順一郎
- 美術プロデューサー：吉田敬
- デザイン：天野さやか
- MA：水落洋一郎
- 衣装協力：ISBIT
- CG：嵯野ともこ
- メイク：flap..
- スタイリスト：スエタカ ヨーコ、後藤美佳（AKS）
- 協力：福岡放送、西日本映像、福岡ビデオシステム、九州ハートス
- 編成企画：植野浩之
- 編成：伊藤加寿子
- 宣伝：満松隆一郎
- ライツ：向笠啓祐
- AD：古庄裕、 島一希
- AP：山本尚美
- ディレクター：後藤駿介、藤野賢宏、近藤祐治郎、棚町裕子
- 演出：水口智就、植木一実、寺野慎一郎
- プロデューサー：遠藤弘子、石原牧子
- チーフプロデューサー：面高直子